# Francis Nosworthy
Sir Francis Poitiers Nosworthy, KCB, DSO, MC (* 21. September 1887 in Jamaika; † 9. Juli 1971) war ein britischer Offizier der British Army, der unter anderem als Generalleutnant zwischen 1940 und 1941 Kommandierender General des IV Corps sowie 1942 Kommandierender General des IX Corps war.

## Leben
Francis Poitiers Nosworthy, Sohn von Richard Nosworthy (1860–1946), CMG, und dessen Ehefrau Beatrice Nosworthy, absolvierte nach dem Besuch der 1633 gegründeten Exeter School eine Offiziersausbildung an der Royal Military Academy Woolwich und wurde nach der Abschluss 1907 als Leutnant in das Corps of Royal Engineers (RE) übernommen. Er nahm am Ersten Weltkrieg teil und wurde mit dem Military Cross sowie mit dem Distinguished Service Order (DSO) ausgezeichnet. Nachdem er am Dritten Anglo-Afghanischen Krieg (6. Mai bis 8. August 1919) teilgenommen hatte, erhielt er am 13. Juni 1919 der zeitlich befristete Rang eines Oberstleutnants (Temporary Lieutenant-Colonel), unterrichtete er bis 1922 als Instrukteur an der Stabsschule in Quetta. Während dieser Zeit wurde ihm am 1. Januar 1921 der Brevet-Rang eines Oberstleutnants (Brevet Lieutenant-Colonel) verliehen, woraufhin er 1922 nach Beendigung der Lehrtätigkeit an der Stabsschule in Quetta den Rang des Temporary Lieutenant-Colonel zurückgab. 
Nach seiner Rückkehr fungierte Nosworthy zwischen dem 22. September 1922 und dem 6. Januar 1926 als Generalstabsoffizier Zweiten Grades im Kriegsministerium (War Office), erhielt am 7. Januar 1926 den lokalen Rang als Oberst (Local Colonel)  und war im Anschluss zwischen dem 7. Januar 1926 und dem 6. Januar 1930 Chef-Stabsoffizier von Generalmajor Hubert Jervoise Huddleston, des Kommandeurs der Sudan Defence Force, der britischen Streitkräfte im Anglo-Ägyptischen Sudan. Am 15. März 1928 wurde ihm der lokale Rang eines Local Colonel-Commandant verliehen, woraufhin er in Vertretung von Generalmajor Huddleston zwischen am 15. März und 22. Juni 1928 kommissarischer Kommandeur der Sudan Defence Force war. In dieser Verwendung erhielt er am 1. Juni 1928 den lokalen Dienstgrad eines Brigadiers (Local Brigadier), den er nach Beendigung des kommissarischen Kommandos am 22. Juni 1928 wieder zurückgab. Nachdem ihm am 31. März 1929 abermals der Dienstgrad eines Local Brigadier verliehen wurde, war er bis zum 11. Juli 1929 in Vertretung von Generalmajor Huddleston erneut kommissarischer Kommandeur der Sudan Defence Force und gab im Anschluss den lokalen Dienstgrad wieder ab.

Abzeichen des IV Corps.

Abzeichen des West Africa Command.

Nach seiner Rückkehr war Francis Nosworthy 1931 Absolvent des Imperial Defence College (IDC) in London und wurde am 28. Juli 1932 erst zum Oberstleutnant (Lieutenant-Colonel) sowie am 22. September 1932 zum Oberst (Colonel) befördert, wobei die Beförderung zum Oberst auf den 1. Januar 1925 zurückdatiert wurde. Nach seiner Beförderung war er zwischen dem 22. September 1932 und dem 7. April 1935 Generalstabsoffizier Ersten Grades der Truppen in China (British Troops in China) und befand sich vom 8. und 13. April 1935 kurzzeitig auf Halbsold (Half-pay). Daraufhin wurde ihm der zeitlich befristete Rang eines Brigadiers (Temporary Brigadier) verliehen und war zwischen dem 13. April 1935 und dem 11. Januar 1938 Kommandeur der 5. Infanteriebrigade (5th Infantry Brigade) in der Garnison Aldershot. In dieser Verwendung erfolgte am 12. Oktober 1937 seine Beförderung zum Generalmajor und er wurde für seine Verdienste 1938 zum Companion des Order of the Bath (CB) ernannt. Nachdem er sich vom 12. Januar bis zum 14. Mai 1938 abermals auf Halbsold gesetzt befand, fungierte er zwischen dem 18. Juli 1938 und dem 21. Mai 1940 als stellvertretender Chef des Generalstabes im Hauptquartier der Britisch-Indischen Armee sowie vom 18. Juli bis zum 31. Dezember 1938 in Personalunion als Direktor für Stabsdienste der British Indian Army.
Am 31. Mai 1940 erhielt Nosworthy den kommissarischen Rang eines Generalleutnants (Acting Lieutenant-General) und war im Anschluss zu Beginn des Zweiten Weltkrieges als Nachfolger von Generalleutnant Claude Auchinleck zwischen dem 31. Mai 1940 und seiner Nachfolge durch Generalleutnant Thomas Corbett am 4. Dezember 1941 Kommandierender General des in Persien und im Irak eingesetzten IV Corps. In dieser Verwendung wurde er am 8. Juni 1940 zum Generalleutnant (Lieutenant-General) befördert, wobei die Beförderung auf den 12. Juli 1938 zurückdatiert wurde. Daneben war er vom 24. Dezember 1940 bis zum 23. Dezember 1950 Colonel-Commandant der Royal Engineers. Am 1. Februar 1942 löste er Generalleutnant Edwin Morris als Kommandierender General des IX Corps ab und hatte dieses Kommando bis zum 12. September 1942, woraufhin Generalleutnant John Crocker seine Nachfolge antrat. Zuletzt übernahm er während des Zweiten Weltkrieges am 26. März 1943 von Generalleutnant George Giffard den Posten als Oberkommandierender des Westafrikakommandos (West Africa Command). Er verblieb auf diesem bis zum 4. Januar 1945 und wurde daraufhin von Generalleutnant Montagu Brocas Burrows abgelöst. Für seine Verdienste wurde er 1. Januar 1944 als Knight Commander des Order of the Bath (KCB) nobilitiert, wodurch er fortan den Namenszusatz „Sir“ führte. Er war zudem vom 26. Mai 1944 bis zum 4. Dezember 1946 Colonel der Royal Bombay Sappers & Miners beziehungsweise zwischen dem 5. Dezember 1946 und dem 1. September 1949 Colonel-Commandant der Royal Indian Engineers und trat am 13. Februar 1945 in den Ruhestand.